# 浙江大学医学院附属妇产科医院

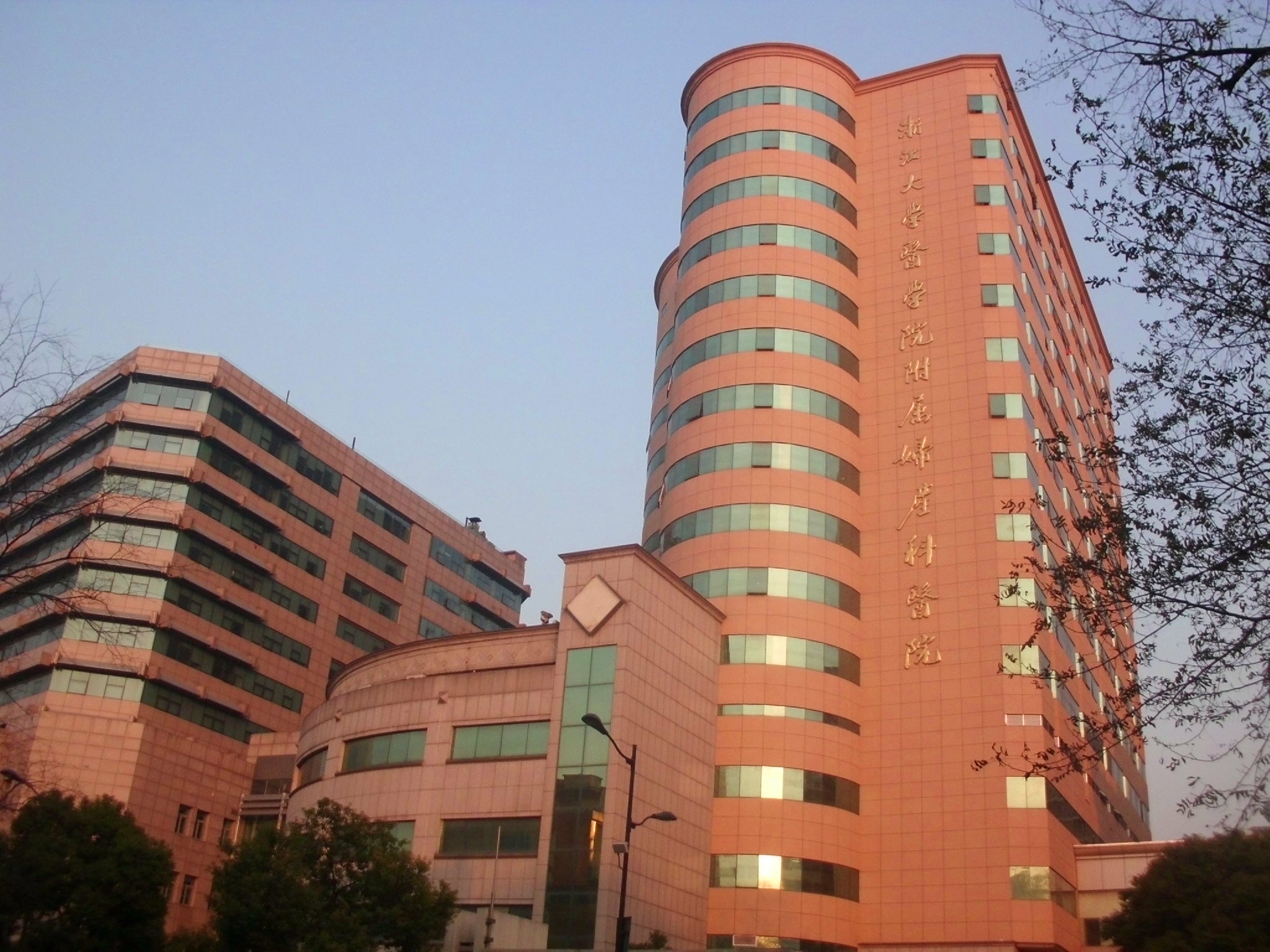
大楼

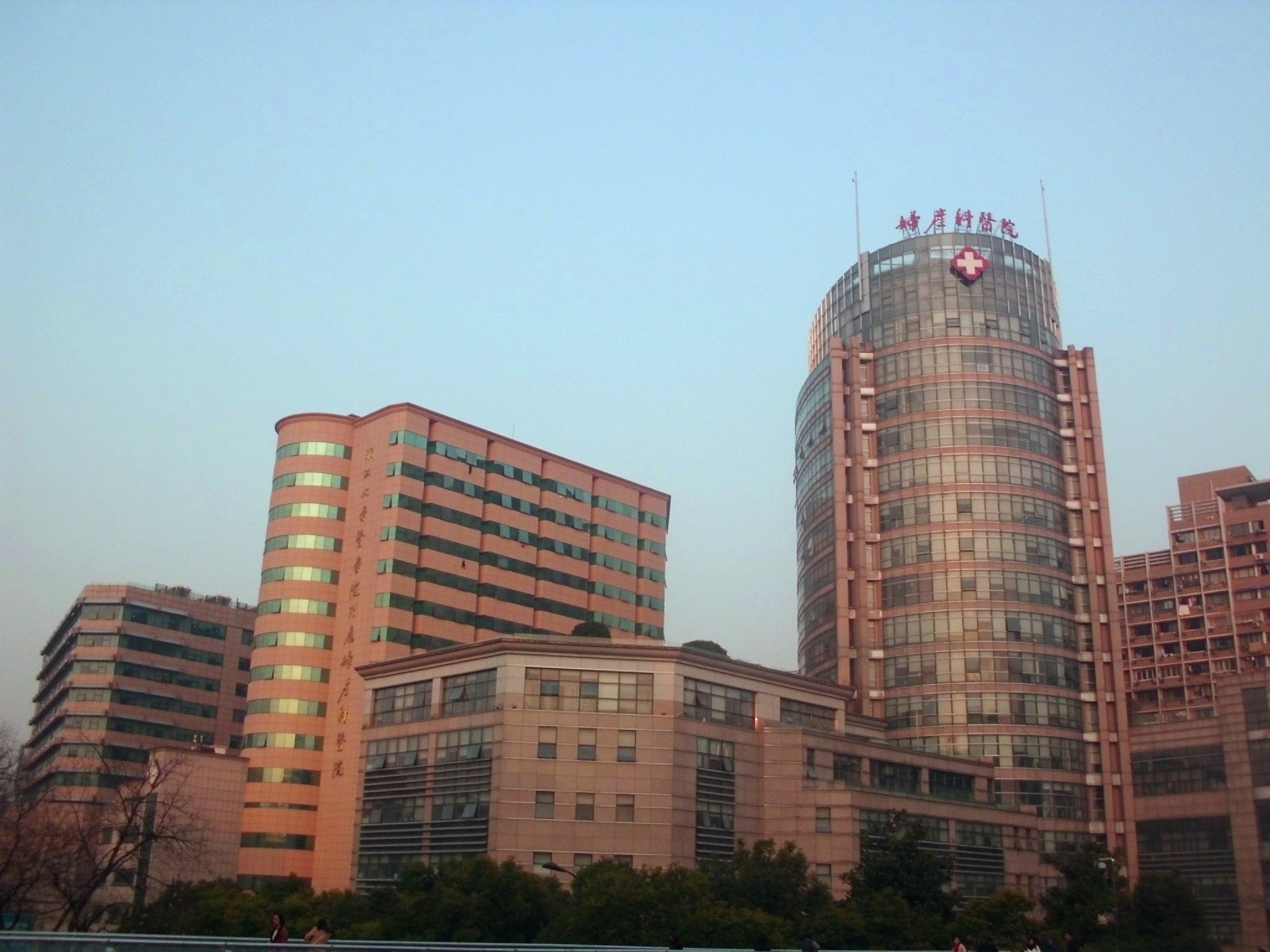
大楼

萧山院区大楼

萧山院区

浙江大学医学院附属妇产科医院，又名浙江省妇女保健院、浙江省妇女医院，简称浙大妇院，是附属于浙江大学医学部的一所三级甲等医院。老院区（湖滨院区）位于杭州市上城区学士路1号。

## 简介
医院成立于1951年，设有普通妇科、妇科肿瘤科、产科、计划生育科、生殖内分泌科、外科、妇女保健等专科。目前（湖滨院区）核定床位1120张，婴儿床260张。职工1200余人，其中副高及以上专家160人。年门诊量超100万人次，年分娩量过1万，业务规模居全国同类专科医院前列。

## 钱江院区
浙大妇院钱江院区位于钱江世纪城济仁路368号，2019年4月正式开工建设，分为两期建设，总占地面积132亩，总建筑面积24万平米，总床位1200张，停车位1600个。经过近半年的试运营后，钱江院区一期工程于2023年5月6日正式启用，一期包括产科中心大楼、生殖中心大楼、科研中心、医技中心，建筑面积12.5万平米，床位600张。

## 实力
妇产科学为国家重点（培育）学科，妇科、产科是国家临床重点专科。是妇产科学硕士点、博士点、博士后流动站。
医院拥有四个培训基地，分别为：卫生部妇产科专科医师培训基地、辅助生育技术培训基地、妇科内镜诊疗技术培训基地，以及浙江省母婴护理专科护士培训基地。
连续四年蝉联国家三级公立医院绩效考核全国妇产医院（含妇幼保健院）第三名。

## 医学指导中心
设有以下医学中心：
- 浙江省计划生育指导站
- 浙江大学妇产科计划生育研究所
- 浙江省女性生殖健康研究重点实验室
- 教育部生殖健康重点实验室
- 浙江省产前诊断中心
- 生殖医学中心
- 胎儿医学中心
- 宫颈疾病诊治中心

## 交通
途经湖滨院区的公交线路有：10、12、14、31、35、38、49、55、59、68、71、151、155、517、K555、591、801、814、846、900路。